# Шол, Маргарита Витальевна
Маргарита Витальевна Шол (укр. Маргарита Віталіївна Шол; род. 15 сентября 1988 года, Мариуполь, Донецкая область) — украинский бухгалтер, политик.
Народный депутат Украины IX созыва.

## Биография
Она окончила экономический факультет Приазовского государственного технического университета.
Шол работала бухгалтером в МКВ «Украинский институт стальных конструкций имени В. Н. Шимановского».
Доверенное лицо кандидата в Президенты Украины Владимира Зеленского на выборах 2019 года.

## Политическая деятельность
Кандидат в народные депутаты от партии «Слуга народа» на парламентских выборах 2019 года, № 107 в списке. На время выборов: временно не работает, беспартийная. Проживает в городе Мариуполь Донецкой области.
Член Комитета Верховной Рады по вопросам аграрной и земельной политики, председатель подкомитета по вопросам развития базовых отраслей в агропромышленном комплексе.
Заместитель сопредседателя группы по межпарламентским связям с Латвийской Республикой.